# Freccia del Brabante
La Freccia del Brabante (fiammingo: Brabantse Pijl) è una corsa in linea di ciclismo su strada maschile che si tiene annualmente in Belgio nella provincia del Brabante.
Si svolge dal 1961; dal 2005 fa parte del circuito UCI Europe Tour (fino al 2010 come gara di classe 1.1, dal 2011 in poi come gara di classe 1.HC).

## Storia
La corsa è nata nel 1961, e negli anni ha visto imporsi tra gli altri Eddy Merckx, Roger De Vlaeminck, Michele Bartoli, Michael Boogerd e Óscar Freire (tre vittorie consecutive fra il 2005 e 2007).
Il record di successi appartiene al ciclista belga Edwig Van Hooydonck che si è imposto per ben quattro volte in questa classica, nel 1987, 1991, 1993 e 1995. La nazione con più successi è il Belgio con 38 vittorie, seguito dall'Olanda con 7 vittorie e dall'Italia con 6 vittorie.

## Percorso
Dal 2011 la corsa parte da Lovanio e termina a Overijse dopo un circuito finale di circa 20 km. Il percorso è caratterizzato da 16 côtes, di cui cinque nel circuito finale.

## Albo d'oro
Aggiornato all'edizione 2025.
| Anno | Vincitore            | Secondo                    | Terzo               |
| ---- | -------------------- | -------------------------- | ------------------- |
| 1961 | Pino Cerami          | Michel Van Aerde           | Willy Schroeders    |
| 1962 | Ludo Janssens        | Robert De Middeleir        | Raymond Impanis     |
| 1963 | Jos Wouters          | Emile Daems                | Gustaaf Desmet      |
| 1964 | Arnaldo Pambianco    | Yvo Molenaers              | Victor Van Schil    |
| 1965 | Willy Bocklant       | Georges Vanconingsloo      | Piet Rentmeester    |
| 1966 | Jan Janssen          | Bas Maliepaard             | Jos van der Vleuten |
| 1967 | Roger Rosiers        | Jan Lauwers                | Emile Coppens       |
| 1968 | Victor Van Schil     | Willy Vanneste             | Eddy Beugels        |
| 1969 | Willy In 't Ven      | Jos van der Vleuten        | Willy Monty         |
| 1970 | Herman Van Springel  | Victor Van Schil           | Georges Pintens     |
| 1971 | Joseph Spruyt        | Eddy Merckx                | Roger De Vlaeminck  |
| 1972 | Eddy Merckx          | Herman Van Springel        | Roger Swerts        |
| 1973 | Johan De Muynck      | Victor Van Schil           | Herman Van Springel |
| 1974 | Herman Van Springel  | Frans Verbeeck             | Freddy Maertens     |
| 1975 | Willem Peeters       | Michel Pollentier          | Gerrie Knetemann    |
| 1976 | Freddy Maertens      | Eddy Merckx                | Frans Verbeeck      |
| 1977 | Frans Verbeeck       | Gerrie Knetemann           | Willy Teirlinck     |
| 1978 | Marcel Laurens       | Herman Van Springel        | Ludo Peeters        |
| 1979 | Daniel Willems       | Gerrie Knetemann           | Eddy Schepers       |
| 1980 | Michel Pollentier    | Sean Kelly                 | Alfons van Katwijk  |
| 1981 | Roger De Vlaeminck   | Guido Van Calster          | Johny Broers        |
| 1982 | Claude Criquielion   | Eddy Planckaert            | Ronny Van Holen     |
| 1983 | Eddy Planckaert      | Rudy Matthijs              | Fons De Wolf        |
| 1984 | Ronny Van Holen      | Theo de Rooij              | Paul Haghedooren    |
| 1985 | Adrie van der Poel   | Jean-Marie Wampers         | Laurent Fignon      |
| 1986 | Johan van der Velde  | Eddy Planckaert            | Theo de Rooij       |
| 1987 | Edwig Van Hooydonck  | Peter Harings              | Jean-Marie Wampers  |
| 1988 | Johan Capiot         | Jean-Philippe Vandenbrande | Rolf Gölz           |
| 1989 | Johan Capiot         | Adrie van der Poel         | Dirk De Wolf        |
| 1990 | Frans Maassen        | Johan Capiot               | Noël Segers         |
| 1991 | Edwig Van Hooydonck  | Dirk De Wolf               | Maurizio Fondriest  |
| 1992 | Johan Capiot         | Paul Haghedooren           | Mario De Clercq     |
| 1993 | Edwig Van Hooydonck  | Franco Ballerini           | Andrej Čmil         |
| 1994 | Michele Bartoli      | Maarten den Bakker         | Gianni Bugno        |
| 1995 | Edwig Van Hooydonck  | Oleksandr Hončenkov        | Dmitrij Konyšev     |
| 1996 | Johan Museeuw        | Edwig Van Hooydonck        | Gianluca Pianegonda |
| 1997 | Gianluca Pianegonda  | Maarten den Bakker         | Michael Boogerd     |
| 1998 | Johan Museeuw        | Germano Pierdomenico       | Michael Boogerd     |
| 1999 | Michele Bartoli      | Michael Boogerd            | Daniele Nardello    |
| 2000 | Johan Museeuw        | Nico Mattan                | Rolf Sørensen       |
| 2001 | Michael Boogerd      | Scott Sunderland           | Axel Merckx         |
| 2002 | Fabien De Waele      | Erwin Thijs                | Chris Peers         |
| 2003 | Michael Boogerd      | Óscar Freire               | Luca Paolini        |
| 2004 | Luca Paolini         | Michael Boogerd            | Nico Sijmens        |
| 2005 | Óscar Freire         | Marc Lotz                  | Axel Merckx         |
| 2006 | Óscar Freire         | Karsten Kroon              | Nick Nuyens         |
| 2007 | Óscar Freire         | Nick Nuyens                | Kim Kirchen         |
| 2008 | Sylvain Chavanel     | Philippe Gilbert           | Juan Antonio Flecha |
| 2009 | Anthony Geslin       | Jérôme Pineau              | Fabian Wegmann      |
| 2010 | Sébastien Rosseler   | Thomas De Gendt            | Jurgen Van De Walle |
| 2011 | Philippe Gilbert     | Björn Leukemans            | Anthony Geslin      |
| 2012 | Thomas Voeckler      | Óscar Freire               | Pieter Serry        |
| 2013 | Peter Sagan          | Philippe Gilbert           | Björn Leukemans     |
| 2014 | Philippe Gilbert     | Michael Matthews           | Tony Gallopin       |
| 2015 | Ben Hermans          | Michael Matthews           | Philippe Gilbert    |
| 2016 | Petr Vakoč           | Enrico Gasparotto          | Tony Gallopin       |
| 2017 | Sonny Colbrelli      | Petr Vakoč                 | Tiesj Benoot        |
| 2018 | Tim Wellens          | Sonny Colbrelli            | Tiesj Benoot        |
| 2019 | Mathieu van der Poel | Julian Alaphilippe         | Tim Wellens         |
| 2020 | Julian Alaphilippe   | Mathieu van der Poel       | Benoît Cosnefroy    |
| 2021 | Thomas Pidcock       | Wout Van Aert              | Matteo Trentin      |
| 2022 | Magnus Sheffield     | Benoît Cosnefroy           | Warren Barguil      |
| 2023 | Dorian Godon         | Ben Healy                  | Benoît Cosnefroy    |
| 2024 | Benoît Cosnefroy     | Dylan Teuns                | Tim Wellens         |
| 2025 | Remco Evenepoel      | Wout Van Aert              | António Morgado     |

### Vittorie per nazione
Aggiornato al 2025
| Pos. | Paese         | Vittorie |
| ---- | ------------- | -------- |
| 1    | Belgio        | 39       |
| 2    | Paesi Bassi   | 7        |
| 3    | Italia        | 6        |
| 3    | Francia       | 6        |
| 5    | Spagna        | 3        |
| 6    | Rep. Ceca     | 1        |
| 6    | Slovacchia    | 1        |
| 6    | Gran Bretagna | 1        |
| 6    | Stati Uniti   | 1        |